# Силицид палладия
Силицид палладия — бинарное неорганическое соединение
палладия и кремния
с формулой PdSi,
серо-голубые кристаллы,
не растворяется в воде.

## Получение
- Сплавление стехиометрических количеств чистых веществ:

{\displaystyle {\mathsf {Pd+Si\ {\xrightarrow {901^{o}C}}\ PdSi}}}

## Физические свойства
Силицид палладия образует серо-голубые кристаллы
ромбической сингонии,
пространственная группа P nma,
параметры ячейки a = 0,5599 нм, b = 0,3381 нм, c = 0,6133 нм, Z = 4.
Не растворяется в воде. Не реагирует с соляной и серной кислотой.